# Lacanobia decolor
Lacanobia decolor är en fjärilsart som beskrevs av Bang-haas 1912. Lacanobia decolor ingår i släktet Lacanobia och familjen nattflyn. Inga underarter finns listade i Catalogue of Life.